# Jan Caradja
Jan Caradja (rum. Ioan Caragea, gr. Ἰωάννης Γεώργιος Καρατζάς ur. 1754, zm. 1844) – hospodar Wołoszczyzny w latach 1812–1818.
Pochodził z greckiej rodziny fanariockiej, był spokrewniony z rodziną Mavrocordatów. Objął tron wołoski po zakończeniu wojny rosyjsko-tureckiej, w której Imperium Osmańskie poniosło kolejną porażkę nieco osłabiającą jego wpływy w księstwach naddunajskich – powrócono m.in. do postanowień z 1802, zgodnie z którymi Turcja miała mianować hospodarów w uzgodnieniu z Rosją. Mimo to, Jan Caradja obawiał się reakcji dworu sułtańskiego na swoje bliskie kontakty z Rosją, w związku z czym w 1818 zbiegł przez Siedmiogród do Włoch. Okres jego rządów charakteryzował się skrajnym uciskiem podatkowym, co wzbudziło bardzo aktywną opozycję bojarską.
Jego córką była Rallou Karatza.

## Literatura
- J. Demel, Historia Rumunii, Wrocław 1970.